# Salve Regina (Pärt)
Salve Regina is een compositie van Arvo Pärt. Pärt schreef het werk ter gelegenheid van de 75e verjaardag van Hubert Luthe, toen bisschop van Essen. Pärt schreef een achtstemmig Salve Regina, dat tegelijkertijd door een kinderkoor, een vrouwenkoor, een mannenkoor en gemengd koor uitgevoerd moest worden. De originele begeleiding werd verzorgd door het kerkorgel van de Dom van Essen, de opdrachtgever van dit werk. De festiviteiten vonden plaats op 22 mei 2002.
In 2011 kreeg hij vanuit Italië het verzoek het werk aan te passen naar een versie voor 
- gemengd koor (SATB: sopraan, alt, tenor en bariton)
- celeste
- violen, altviolen, celli en contrabassen.

De uitvoering van de versie vond plaats in het kader van het 150-jarig bestaan van Italië.
Beide versies zijn geschreven als een soort begeleiding tijdens een processie. Uiteraard ontbreekt in dit werk de tintinnabulum-stijl van de componist niet.